# Luca Zoppelli
 (février 2008).
Si vous disposez d'ouvrages ou d'articles de référence ou si vous connaissez des sites web de qualité traitant du thème abordé ici, merci de compléter l'article en donnant les références utiles à sa vérifiabilité et en les liant à la section « Notes et références ».
Pour les articles homonymes, voir Zoppelli.
Luca Zoppelli est professeur ordinaire et titulaire de la chaire de musicologie auprès de la faculté des lettres de l’université de Fribourg depuis le mois d'octobre 2000, succédant à ce poste au professeur Luigi Ferdinando Tagliavini.

## Biographie
Luca Zoppelli a été formé à l’université de Venise, où il a obtenu une licence en lettres et soutenu sa thèse en musicologie sur les rapports entre rhétorique et musique, de la Renaissance à l'âge des Lumières. Il a également rédigé des travaux au sujet de l'esthétique de la période baroque, de l'idée du sublime chez Marcello[Lequel ?], Vivaldi, et d'autres.
Il a ensuite enseigné l'histoire de la musique dans les conservatoires de Padoue, Vicence et Lecce  pendant quatorze ans. Puis il est devenu professeur associé à l'université de Lecce où il a surtout enseigné la dramaturgie musicale et la phénoménologie de l'opéra. 
Ses publications les plus importantes sont consacrées à une théorie de la narration de l'opéra au XIXe siècle. Luca Zoppelli travaille également du point de vue philologique sur des opéras de Donizetti et Bellini, apportant ses connaissances à des éditions critiques entreprises par la maison Ricordi.

## Publications
- La Maria ingravidata : peripezie di un capolavoro da Vienna a Parigi e ritorno , in  Donizetti, Parigi e Roma : Convegno internazionale, Roma, 19-20 marzo 1998.- Roma : Accademia nazionale dei Lincei, 2000.